# Thập niên 610 TCN
Thập niên 610 TCN hay thập kỷ 610 TCN chỉ đến những năm từ 610 TCN đến 619 TCN.